# Ectobius tuscus
Ectobius tuscus är en kackerlacksart. Ectobius tuscus ingår i släktet Ectobius och familjen småkackerlackor.
Artens utbredningsområde är Italien. Inga underarter finns listade i Catalogue of Life.